# Rings of Saturn
Cet article concerne le groupe américain de deathcore. Pour les anneaux de la planète Saturne, voir Anneaux de Saturne.
Rings of Saturn est un groupe de deathcore américain, originaire de région de la baie de San Francisco, en Californie. Le groupe est formé en 2009 et était à l'origine seulement un projet de studio, mais, après avoir acquis une grande popularité et avoir signé avec Unique Leader Records, le groupe forme une gamme complète et est devenu un groupe de tournée à temps plein. La musique des Rings of Saturn a un style très technique, fortement influencé par les thèmes de la vie extraterrestre et de l'espace extra-atmosphérique. Ils comptent au total six albums studio.

## Biographie
Rings of Saturn est formé en 2009 au lycée comme projet de studio avec Lucas Mann à la guitare, basse, et aux claviers, Peter Pawlak au chant, et Brent Silletto à la batterie. Le groupe poste une chanson intitulée Abducted en ligne et gagne rapidement en nombre d'auditeurs. Le groupe enregistre son premier album, Embryonic Anomaly, avec Bob Swanson aux Mayhemnness Studios de Sacramento, en Californie. L'album est publié par le groupe le 25 mai 2010. Quatre mois après la sortie de Embryonic Anomaly, le groupe signe chez Unique Leader Records. Des mois après la signature, Joel Omans est recruté comme second guitariste et le groupe part en tournée. Embryonic Anomaly est réédité chez Unique Leader le 1er mars 2011, et deux autres albums suivront dans ce même label. En décembre 2011, Brent Silletto et Peter Pawlak quittent le groupe.
Rings of Saturn, qui ne comprend qu'à cette période Lucas Mann et Joel Omans, tourne avec différents membres comme Ian Bearer, Sean Martinez et Ian Baker au chant, à la basse et à la batterie respectivement. Cette formation enregistre leur deuxième album, Dingir, avec le même producteur pour Embryonic Anomaly. L'album est à l'origine annoncé pour le 20 novembre 2012, mais sera repoussé à cause de démêlés judiciaires au 23 février 2013. Lugal Ki En atteint la 126e place au Billboard 200 américain.
Rings of Saturn enregistre son troisième album à Pittsburgh, en Pennsylvanie, avec Aaron Kitcher d'Infant Annihilator et Black Tongue comme guest à la batterie. Aaron Stechauner se joint comme batteur permanent après la fin des enregistrements. Le 1er juillet 2014, le groupe révèle la couverture de l'album Lugal Ki En, qui est publié le 14 octobre 2014. Le groupe tourne aux États-Unis, au Canada, et pour la première fois au Mexique. Le 9 décembre 2014, Joel Omans annonce son départ,. Deux semaines plus tard, le 26 décembre, Miles Dimitri Baker est annoncé comme second guitariste.
Le 31 juillet 2016, Rings of Saturn annonce un nouvel album prévu pour 2017 nommé Ultu Ulla.
Le 25 octobre 2019, le groupe sort un nouvel album intitulé Gidim.
En 2021, le groupe annonce qu'ils se séparent de leur chanteur Ian Bearer pour être un groupe entièrement instrumental.
En 2022, ils sortent l'album nommé Self Titled.

## Membres
- Lucas Mann – guitare (depuis 2009), basse (2009, 2010, depuis 2013), claviers, programmation, synthétiseurs, piano (2009–2010, depuis 2011)
- Joel Omans – guitare (2010–2014, 2018-2024)

En concert
- Mike Caputo – batterie (depuis 2018)

Anciens membres
- Ben Gower – basse (2009)
- Peter Pawlak – chant (2009-2011)
- Brent Siletto – batterie (2009-2011)
- Chris Wells – claviers, synthétiseurs, programmation (2010-2011)
- Mus Albert  – basse (2011)
- Brent Glover – basse (2011)
- Jeff Hughell – basse (2011)
- John Galloway – chant (2011-2012)
- Jack Aldrich – basse (2011–2012)
- Ron Casey – batterie (2011–2012)
- Sean Martinez – basse (2012–2013)
- Ian Baker – batterie (2012–2013)
- Jesse Beahler – batterie (2013)
- Aaron Kitcher – batterie (2014)
- Miles Dimitri Baker – guitare (2014–2018)
- Aaron Stechauner – batterie (2014–2018)
- Ian Bearer – chant (depuis 2012-2021)

## Discographie
- 2010 : Embryonic Anomaly
- 2012 : Dingir
- 2014 : Lugal Ki En
- 2017 : Ultu Ulla
- 2019 : Gidim
- 2022 : Self titled